# Международный аэропорт имени Игнасио Аграмонте
Международный аэропорт имени Игнасио Аграмонте (исп. Aeropuerto Internacional Ignacio Agramonte) (ИАТА: CMW, ИКАО: MUCM) — международный аэропорт, расположенный в центральной провинции Камагуэй, Куба. Он обслуживает город Камагуэй и курортный поселок Санта-Люсия.

## История
Во время Второй мировой войны аэропорт использовался Шестыми воздушными силами ВВС Армии США с 1942 по 1944 год. С 1942 по август 1943 года, в аэропорту базировались 25-я бомбардировочная группа 417-й бомбардировочная эскадрилья, имеющая на вооружении бомбардировщики B-18 Bolo. Эскадрилья выполняла противолодочное патрулирование над северной частью Карибского моря. База также использовалась для спасательных операций в воздухе и на море 1-й спасательной эскадрильей.
С 1 января 1943 года ВВС США открыли почтовые операции для Камагуэя, используя армейское почтовое отделение в Майами по адресу: 2714 APO MIA. ВМС США также решили использовать неописуемый номер для почтовых операций. Они использовали почтовое отделение флота в Атлантике, расположенное в Нью-Йорке с адресом: 617 FPO NY.
Аэропорт был закрыт с марта по октябрь 2020 года из-за пандемии COVID-19.

## Военная база
Ранее на территории аэропорта действовала авиабаза Революционных вооружённых сил Кубы, на которой базировался 3658 авиаполк, имевший на вооружении транспортные вертолеты Ми-17.